# دلق سهيل (مسلسل)
دلق سهيل، مسلسل كويتي من جزئين، أُنتج الجزء الأول منه بعام 1996، والجزء الثاني بعام 1997. كتبه بدر محارب وأخرج الجزء الأول منه علي حسين البلوشي، بينما أخرج الجزء الثاني غافل فاضل.

## قصة المسلسل

### الجزء الأول
المسلسل يتحدث عن الكويت في فترة الستينات وبالتحديد في عام 1967 من خلال أحداث تحدث في إحدى الأحياء الكويتية القديمة في إحدى المناطق الواقعة داخل السور وعلاقات أهل الحي بعضهم ببعض، وهذه العلاقات هي التي تقود الأحداث، حيث يدور المسلسل في عدة خطوط درامية وأحداث حيث تدور فكرة المسلسل الرئيسية عن أسرة «بدر الدجى» المكونة من ثلاثة أشقاء، الأكبر هو «حجي ناصر» ولديه زوجة وبنت واحدة هي «ليلى»، وهو يمتلك محلًا للحلوى كما إنه محبوب لدى أهل الحي، أما الأخ الأوسط فهو متوفي واسمه «سعود» ولديه ولدين هما «سالم» و«سلمان»، ويعمل سالم موظفًا في البلدية وسلمان لا يعمل لرغبته وحبه بالتجارة، كما إن لديه ابنة من زوجته الثانية «أم مبارك» هي «شيخة» والتي تعيش مع والدتها وأخيها من أمها «مبارك» الذي يبحث عن المال بأي وسيلة وعلاقته سيئه مع سلمان بسبب خلافات قديمة منذ أن كانوا أطفال حتى إنه قام بتزويج أخته شيخه بدون علم بقيه إخوتها وبدون موافقتها طمعًا بالمال إلا إنه يتغير بعد ذلك وتتغير شخصيته، أما الأخ الثالث هو «عبد اللطيف» المتزوج من «قماشة عيد زري» المرأة المغرورة والمتسلطة بسبب ثروة والدها ولديهما ابنة واحده هي «لطيفة» التي تدرس في جامعة الكويت المفتوحة حديثا. وهناك في الحي أشخاص آخرون منهم «موسى بن هارون» الذي يمتلك المقهى الموجود بالسوق والذي أخذه من غير وجه حق من سعود بدر الدجى وتسبب بوفاته، وهو ظالم ومرابي وانتهازي يبحث عن المال بأي وسيله، يحث إنه يقوم بالبحث عن المنازل التي ستثمنها الحكومة عن طريق مصادر فيقوم بشرائها دون علم أصحابها بالتثمين، كما إنه السبب في إصابة حجي ناصر بأزمة قلبية عندما علم بقيامه بعقد قرانه على شيخة ابنة أخيه سعود بعد أن علم إن بيت والدها ستثمنه الحكومة ورفض سالم وسلمان ببيع البيت له. كما إن من سكان الحي «أبو فارس» الرجل الضرير الطيب الذي لا يخشى في الحق لومة لائم والوحيد الذي يعرف أسرار موسى، وأيضًا من الموجودين بالحي «مرزوق» الشاب المعتوه مجهول الأب الذي يحبه جميع أهل الحي ما عدا موسى. ومن خلال الأحداث ينكشف إن عبد اللطيف تزوج مرة أخرى من «فاطمة» ولديه ابن منها هو «منصور»، وبعد انكشاف هذا الأمر للجميع يطلق قماشة ويعود إلى بيته القديم في الحي بعد أن كان قد باعه لموسى بطلب من قماشة فقام بشرائه باسم «أبو أحمد» شقيق زوجته الثانية فاطمة. وفي منتصف أحداث المسلسل يسافر سالم مع فارس ابن أبو فارس في بعثة دراسية لمصر، ويصادف وقت سفرهم حرب 1967، وبعد فترة من انقطاع أخبارهم يخبرهم «ناجي» أحد أبناء الحي أن العمارة التي يسكنان فيها دمرت بسبب الحرب وهذا يعني إن سالم وفارس قد توفيا، لكن بعد فترة يرسل سالم رسالة لأهله ليخبرهم إنه سيعود قريبًا، فيبدأ سلمان بالتخطيط لأسترجاع المقهى من موسى بطريقة ذكية، حيث يتفق مع موسى بأن يطلق أخته شيخة ويعطيه المقهى على أن يأخذ بيت والده الموعود بالتثمين، فوقع سلمان وأخته شيخة على التنازل عن البيت ووقّع موسى على تنازله عن المقهى وقام بتطليق شيخة، وبعد ذلك عاد سالم وفارس، فوجد سالم أن المقهى قد عاد لهم، أما موسى فيتفاجأ إنه لا يستطيع أخذ بيت سعود لأنه يملك توقيعان من أصل ثلاثة، وأما فارس فيجد أن والده قد توفي بعد هروب خادمه «سيف» الذي اتهمه بقتل والده. وتنتهي الأحداث بزواج سلمان من لطيفة ابنة عمه عبد اللطيف وزواج سالم من ليلى ابنة عمه ناصر، وفي نفس الوقت يتزوج موسى من قماشة زوجة عبد اللطيف الأولى، لكن موسى يتفاجأ بدخول مرزوق عليه في يوم زواجه حاملًا ساطور يهشم به رأسه.

### قصة الجزء الثاني
تبدأ أحداث الجزء الثاني في السبعينات أي بعد مرور ستة سنوات من نهاية الجزء الأول، ويظهر من خلالها تطور الشخصيات، حيث أن حجي ناصر كبر بالسن، وعبد اللطيف مستمر بعمله الحكومي وبمنصبه الكبير، وسالم أيضًا تطور بعمله وأنجب أبناءً من ليلى، بينما سلمان أضاع أمواله بلعب القمار ولم ينجب من لطيفة، بينما أصبح مبارك يعمل سائقًا لوانيت على الرغم من إنه أصبح غير محتاج وشيخة أكملت تعليمها وأصبحت تعمل بإحدى الوزارات، وموسى أصبح يدير شركة زوجته قماشة. ومن خلال هذا الجزء تنكشف الكثير من الأسرار.

## الفنانين المشاركين
| الممثل           | الشخصية       | الظهور بالأجزاء |
| ---------------- | ------------- | --------------- |
| أحمد الصالح      | حجي ناصر      | 1، 2            |
| عبد الرحمن العقل | سلمان         | 1، 2            |
| داوود حسين       | مبارك         | 1، 2            |
| أحمد جوهر        | موسى          | 1، 2            |
| علي البريكي      | سالم          | 1، 2            |
| محمد حسن         | عبد اللطيف    | 1، 2            |
| لطيفة المجرن     | أم ليلى       | 1، 2            |
| علي المفيدي      | بو فارس       | 1               |
| علي سلطان        | ناجي          | 1، 2            |
| سماح             | شيخة          | 1، 2            |
| منى شداد         | ليلى          | 1، 2            |
| منى عبد المجيد   | قماشة         | 1، 2            |
| نبيلة العلي      | أم مبارك      | 1               |
| رشا البلوشي      | لطيفة         | 1               |
| رشا مصطفى        | فاطمة         | 1، 2            |
| هاني مطر         | فارس          | 1               |
| حسن البلام       | سيف           | 1، 2            |
| جمال الشطي       | مرزوق         | 1، 2            |
| عبد الله غلوم    | حسين صبي موسى | 1، 2            |
| أحمد الهزيم      | أبو أحمد      | 1، 2            |
| بدر الطيار       | عبد الله      | 1، 2            |
| رضا علي حسين     | أبو صالح      | 1               |
| فرح علي          | لطيفة         | 2               |
| جعفر الغريب      | عاشور         | 2               |
| نادر الحساوي     | غازي          | 2               |
| أحمد مساعد       |               | 2               |
| هيا الشعيبي      | أم مرزوق      | 2               |
| محمد الصيرفي     | منصور         | 2               |
| عبد العزيز الفهد | ربيع          | 2               |
| فاتن الدالي      | سارة          | 2               |
| هبة سليمان       | أمينة         | 2               |